# Gozzo (Creta)

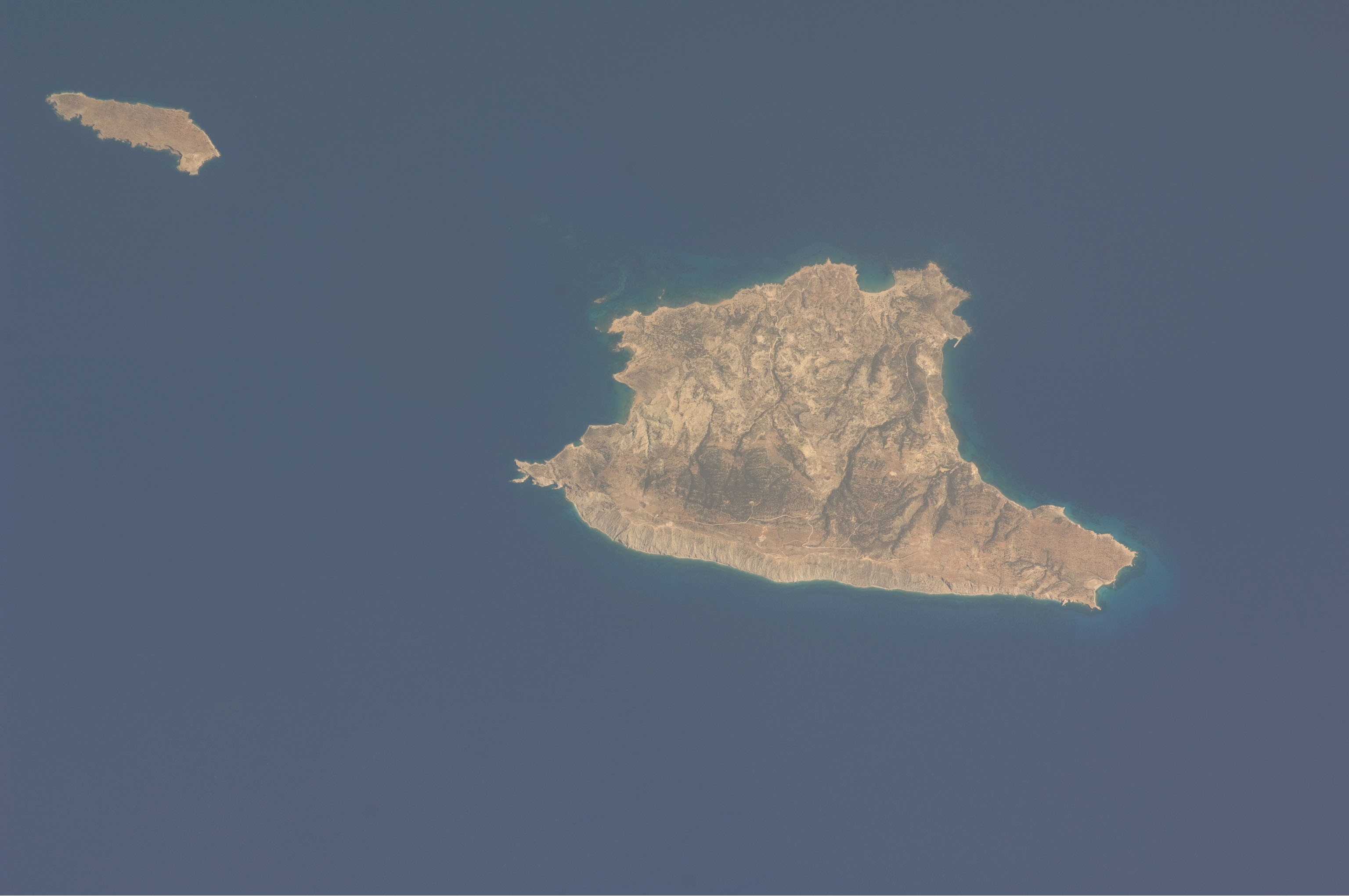
L'isola di Gozzo dal satellite

Gozzo o Gaudo (in greco Γαύδος? Gavdos), è la più meridionale delle isole della Grecia, situata a sud dell'isola di Creta, nel mar Mediterraneo e più precisamente nel mar Libico. L'isola conta 150 abitanti, secondo il censimento del 2011 (comune meno popolato della Grecia).

## Geografia fisica
L'isola si trova 26 miglia nautiche a sud di Chora Sfakion. L'area del comune comprende la piccola isola di Gavdopoula o Antigozzo. L'isola ha una forma approssimativamente triangolare. Il suo punto più alto è il Monte Vardia, 345 metri sul livello del mare. L'angolo sud-orientale è una penisola rocciosa con un arco naturale, chiamato Trypiti. Una scultura di una sedia di grandi dimensioni si trova sulla cima di Trypiti a ricordare il punto più a sud del continente europeo.
L'isola, precisamente Capo Tripiti, è il punto più meridionale del continente europeo.
Gavdopoula (Γαυδοπούλα, "piccola Gavdos") si trova a nord-ovest di Gavdos. Gavdos e Gavdopoula sono ricoperti di phrygana (φρύγανα), arbusti bassi. Entrambe sono tappe importanti per gli uccelli migratori. Gli uccelli locali includono la civetta eurasiatica e il marangone. Gavdos ha anche una varietà di altra vegetazione, come la macchia mediterranea e foreste di pini e ginepri.
Gadvos è il comune con meno abitanti dell'unità periferica della Canea, della periferia di Creta e dell'intera Grecia, con una popolazione di 150 abitanti, poco inferiore alla popolazione del penultimo in classifica (Agathonisi, con 185 abitanti, nel Dodecaneso)

## Storia
Gavdos fu abitato fin dal Neolitico. Secondo il poeta Callimaco l'isola era l'antica Ogigia, dove Calipso tenne prigioniero Ulisse, nell'Odissea di Omero. Gli scavi archeologici hanno dimostrato che i Romani giunsero sull'isola. I Romani però abusarono della flora dell'isola, causando un processo di erosione che continua ancora oggi, causa principale dello spopolamento di Gavdos.
L'apostolo Paolo giunse sull'isola durante il suo ultimo viaggio verso Roma. Dopo aver lasciato Creta, una tempesta portò la sua nave fuori rotta, facendola passare da Gavdos. Questo accadimento è riportato in At27,16.
Durante l'impero bizantino, l'isola contava circa 8 000 abitanti (900-1000 d.C.). Sull'isola vi erano anche tre vescovi e un arcivescovo. Al tempo dell'egemonia ottomana, che durò dal 1665 al 1895, Gavdos era noto come Gotzo. Durante questo periodo, la popolazione diminuì gradualmente a 500 abitanti nel 1882. Un riferimento ai Saraceni è stato conservato sull'isola, la spiaggia di Sarakiniko (ovvero dei Saraceni).
L'isola fu anche, dopo l'apostolo Paolo, meta a seguito di una tempesta di San Giovanni l'Eremita e degli altri 98 Santi Padri, nel Seicento.
Negli anni '30 l'isola divenne un luogo di esilio per i perseguitati politici su ordine del dittatore Ioannis Metaxas. Più di 250 persone sono state deportate a Gavdos, tra cui alcuni importanti membri del Partito Comunista greco, come Markos Vafiadis e Aris Velouchiotis. Le vecchie case dei deportati sono ancora visibili nei pressi di Sarakiniko. Uno di loro, Joannis Mathioudakis, lasciò scritto:
«Turista straniero, che in futuro visiterai questa splendida isola, sappi che noi vi soggiorniamo perché privi di libertà»
Durante la seconda guerra mondiale, le forze alleate spostarono diverse truppe a Gavdos dopo la vittoria tedesca nella Battaglia di Creta.
Nel dopoguerra, la fase generale di urbanizzazione iniziata in altre parti della Grecia negli anni '60 si svolse a Gavdos invece negli anni '50. Durante quel periodo gli isolani scambiarono la loro terra su Gavdos con l'ex terra turca a Creta, che ora era diventata scambiabile attraverso lo stato. Dopo essersi stabiliti a Creta, fu creata una comunità nota come Gavdiotika, che fa parte della città di Paleochora.

## Società

### Evoluzione demografica
Intorno al 1890 gli isolani erano 500. Ogni trenta abitanti c'è una chiesa: ci sono infatti 17 chiese sparse un po' ovunque nel territorio. E in tutte si tengono funzioni, anche se nell'isola c'è un solo parroco.
La scuola elementare comprende due studenti, la media quattro.
A Gozzo gli abitanti hanno vissuto per secoli in abitazioni molto piccole, a un solo piano: di fianco la stalla, al centro il cucinone che serviva anche da camera da letto, sull'altro lato il magazzino per gli attrezzi; vicinissimo, quasi attaccato alle mura, l'orto coltivato.

## Infrastrutture e trasporti
Un servizio di traghetti regolare permette di raggiungere l'isola dalle città cretesi di Sfakia, Paleohora e Plakias. D'estate il collegamento è assicurato tutti i giorni della settimana.
Sull'isola c'è un servizio di autobus che, dal porto di Karave, permette di raggiungere le principali località.
Il servizio dal porto di Karave fino ai villaggi o alle spiagge è assicurato anche da alcuni trattori che trascinano carrelli ove vengono sistemati passeggeri e bagagli.

## Geografia fisica

### Territorio

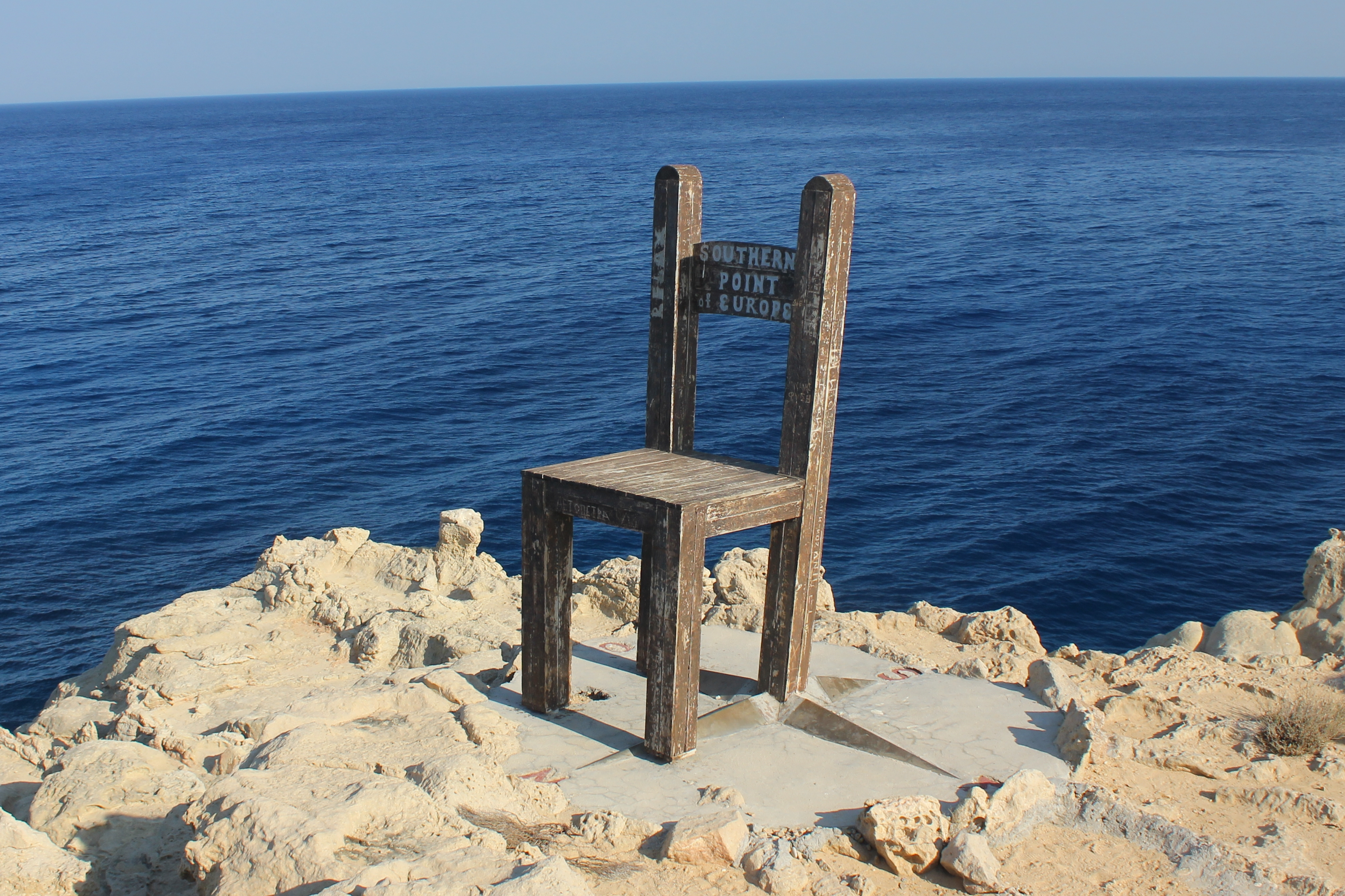
Capo Tripiti, il punto più a sud del continente europeo.

Il centro più importante dell'isola è Kastri, villaggio prevalentemente rurale; il porto ha sede a Karavè, gruppo di poche case; altri piccoli centri abitati sono Vatsianà, il più meridionale, e Ampelos. Presso le spiagge di Sarakiniko e Korfos si trovano poche case e alcune taverne.

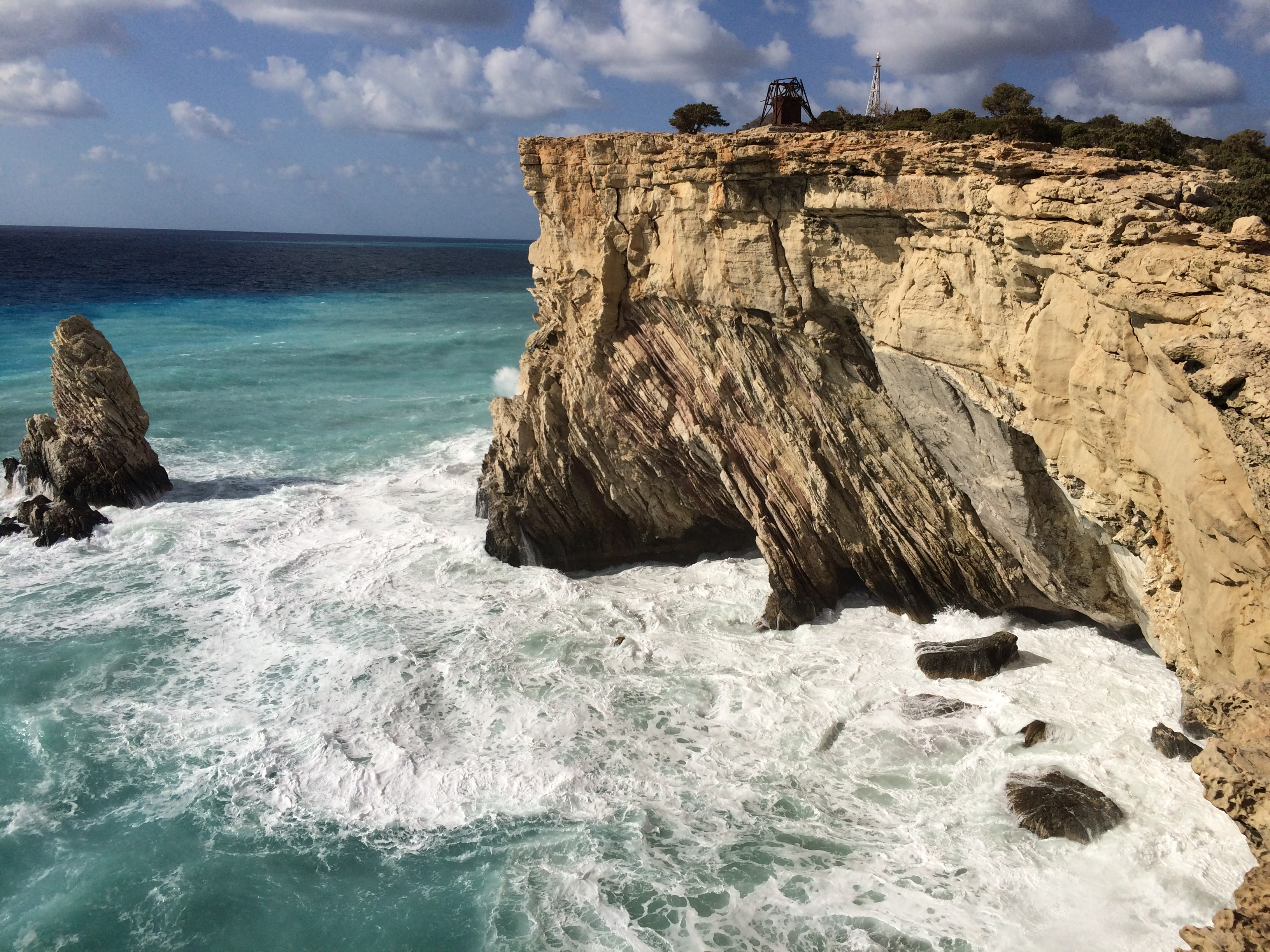
Le scogliere di Capo Tripiti

Poco lontano si trova l'isolotto di Antigozzo (Gavdopoula - Γαυδοπούλα), raggiungibile solo tramite servizio di battelli privati.
Di grande rilievo paesaggistico è il capo Tripitì, nell'estremo sud dell'isola, il punto più meridionale d'Europa.
Sull'isola si trovano in particolare pineti e boschi di ginepro. Numerosi cedreti di tipo mediterraneo si trovano nelle zone limitrofe di Sarakiniko e Lavraka. Esiste inoltre grande quantità di fauna selvatica caratteristica; uccelli da passo e stanziali: quaglie, tortore, gufi, civette, falchi. Fino a pochi decenni fa esistevano sull'isola migliaia di pecore, oggi se ne contano appena qualche decina a causa del grosso sfruttamento pastorizio. Le vipere o gli scorpioni presenti sull'isola, tipici della fauna mediterranea, non sono pericolosi per l'uomo.